# Barnens museum i Indianapolis
Barnens museum i Indianapolis (engelska: Children's Museum of Indianapolis) är ett amerikanskt museum inriktat mot barn som invigdes år 1925. Det har en yta på 43 930 m² och är världens största i sitt slag.
I museets huvudbyggnad finns tretton   salar fördelade på fem våningar som visar utställningar om konst, naturvetenskap och humaniora. Runt huvudbyggnaden finns flera mindre byggnader med olika utställningar, en teater och en utomhus lekpark uppdelat i tolv olika teman. Samlingarna består av mer än 130 000 föremål.

## Historia
Museet grundades i december 1925 på initiativ av Mary Stewart Carey. De första åren flyttades samlingarna runt mellan olika lokaler. År 1946 flyttade man till en nyinköpt  byggnad i korsningen mellan 30th Street och Meridian Street.
Under 1950- och 1960-talet köpte man flera tomter i anslutning till museet och år 1976 invigdes det nuvarande museet.
År 1984 donerade Frank och Theresa Caplan sin samling på mer än 50 000 leksaker och 
folkkonst från 120 länder till museet.

## Interaktiva utställningar

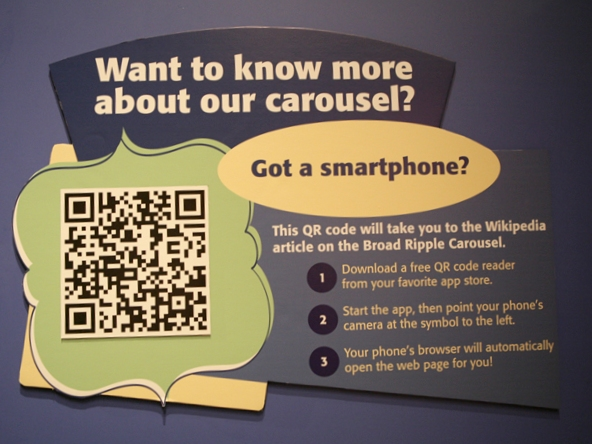
Skylt med QRpedia-kod som hänvisar besökare till engelska Wikipedia och artikeln Broad Ripple Park Carousel.

I augusti 2011 anställde museet en  Wikipedian in residence och i några av utställningarna finns QRpedia-koder som hänvisar besökare till artiklar om de utställda föremålen på Wikipedia på olika språk.
Museet har fått beröm för sin tillgänglighet för personer med funktionsnedsättning och hänsyn till personer med olika psykiska störningar som byggs in i utställningerna från början.